# Netuno quente
Netuno Quente (pt-BR) ou Neptuno Quente (pt) (AO 1990: Netuno Quente  ou Neptuno Quente) é um tipo de exoplaneta que se situa próximo à estrela ao redor da qual orbita (normalmente a uma distância menor que uma unidade astronômica). A massa de um Netuno quente se assemelha àquela do núcleo e envelope de Urano e Netuno. Observações recentes revelaram que deve haver uma quantidade maior de Netunos quentes do que se supunha anteriormente. O primeiro Netuno quente descoberto foi Mu Arae c (ou HD 160691 

## Características gerais
Por causa de sua proximidade com sua estrela-mãe, o Netuno quente tem uma taxa e chance muito maior de transitar por sua estrela quando visto de um ponto distante mais distante do que planetas da mesma massa em órbitas maiores. Isso aumenta as chances de descobri-los por métodos de observação baseados em trânsito .
Netunos quentes em trânsito incluem Gliese 436 b e HAT-P-11b. Gliese 436 b (também conhecido como GJ 436b) foi o primeiro Netuno quente a ser descoberto com certeza em 2007. O exoplaneta Mu Arae c (ou HD 160691 c) descoberto em 2004 também pode ser um Netuno quente, mas não foi determinado definitivamente. Outro pode ser Kepler-56b , que tem uma massa um pouco maior do que a de Netuno e orbita sua estrela a 0,1 UA, mais perto do que Mercúrio orbita o sol.
O primeiro estudo teórico de como Netunos quentes poderia se formar foi realizado em 2004. Se esses planetas se formaram migrando para suas localizações atuais enquanto crescem, eles podem conter grandes quantidades de voláteis congelados e gelos atmosféricos. Caso contrário, se eles se formaram no local atual, seu inventário de elementos pesados deve ser feito inteiramente de materiais refratários. No entanto, independentemente do modo de formação, Netunos quente deve conter grandes frações (em massa) de gases, principalmente hidrogênio e hélio, que também respondem pela maior parte de seu volume.

## Netuno Ultra-quente
LTT 9779b é o primeiro Netuno ultra quente descoberto com um período orbital de 19 horas e uma temperatura atmosférica de mais de 1700 graus Celsius. Estando tão perto de sua estrela e com uma massa de cerca de duas vezes a de Netuno, sua atmosfera deveria ter evaporado para o espaço, então sua existência requer uma explicação incomum.